# 川口基督教会
川口基督教会（かわぐちキリスト教会、Kawaguchi Christ Church, Cathedral）は、大阪府大阪市西区川口にある日本聖公会の教会堂である。
日本聖公会大阪主教区の主教座聖堂・大聖堂で、ヴィクトリアン・ゴシック様式の美しい伽藍で知られている。また、生きた建築ミュージアム・大阪セレクションに選定された。

## 大阪教区
大阪は、横浜と東京と並んで、聖公会の日本への宣教が初めて行われた伝統あるところである。日本聖公会大阪教区には大阪府および兵庫県の尼崎市、西宮市、芦屋市に21の教会と１つの伝道所があり、市内、南部、北部、兵庫県に分類されている。
大阪市内には、西区川口の川口基督教会、中央区の大阪聖ヨハネ教会、北区の大阪聖パウロ教会などがある。大阪南部には堺聖テモテ教会などがあり、大阪北部には守口聖オーガスティン教会などがある。
大阪府に隣接する兵庫県の教会３つが、歴史的な経緯で神戸教区に属さず、大阪教区に属していて、1911年創立の尼崎聖ステパノ教会、西宮聖ペテロ教会、芦屋聖マルコ教会である。なお、関西地方の奈良県、和歌山県、三重県、滋賀県の聖公会教会は京都教区に属している。
大阪教区での英語礼拝は、毎月第四日曜日の午後4時から大阪聖パウロ教会（梅田駅そば）で行われる。
大阪教区主教は 現在（アンデレ）磯晴久第8代主教である。

## 川口基督教会

### 歴史
- 1869年: 長崎から大阪にやってきた米国聖公会宣教師チャニング・ムーア・ウィリアムズ主教が川口居留地近くの与力町に居住を開始。自室に小礼拝堂（ミッション・チャペル）と私塾（翌年、英学講義所となる。後の大阪・英和学舎、現・立教大学）を開き、英語礼拝と英語教授を開始[4][5][6][7]。
- 1870年: ウィリアムズが与力町に礼拝堂（ストリート・チャペル）を設置[8]。最初の堅信式を行う[4]。英学講義所（後の大阪・英和学舎）を開校する。
- 1881年: 私塾及び英学講義所の流れを汲む英和学舎を川口居留地21番に移転して新築[9]。
- 1882年: 英和学舎の付属礼拝堂として聖テモテ教会を設立[9]。設計はジェームズ・ガーディナー（立教学校校長）。工事管理にテオドシウス・ティングが入り、設計・建築技術を学ぶ[10]。5月7日、礼拝堂（教会堂）の落成を祝って、祈祷ならびに説教会を開始[11]。
- 1887年: 英和学舎が立教大学校と合併[9]。
- 1891年: 聖テモテ教会が近くの聖慰主教会と合併して川口基督教会となる[9]。
- 1920年: 現在の礼拝堂竣工。設計はアメリカ人建築家ウィリアム・ウィルソン[12][13]。
- 1950年: 大阪教区主教座聖堂に昇格。
- 1995年: 阪神・淡路大震災では近隣の日本基督教団大阪教会と共に、鐘楼の崩壊など大きな被害を受ける。

創立120周年記念に設置されたパイプオルガン（ドイツ・リンク社製）はほとんど被害が無かったが、建物の破壊で環境が最悪の状況のためそのまま放置しておくことはできず、同年キャンパス移転を終えたばかりの桃山学院大学が、教会の復旧工事中、旧キャンパスの礼拝堂の中に無料でこれを預かった。
- 1997年: 赤煉瓦造の壮麗な大聖堂は川口居留地のシンボルとして知られ、国の登録有形文化財に登録[15]。
- 1998年: 修復工事完成。
- 2009年: 大阪府指定有形文化財に指定（当該指定にともない国の登録有形文化財としての登録は抹消）[15]。
- 2020年: 150周年を迎える。
- 2021年11月: 「大阪の近代教育発祥の地 記念碑」が建立。コロナ禍のため1年延期となっていた「宣教150周年記念感謝式」が行われる[16][17]。

## 所在地
大阪府大阪市西区川口1-3-8

## 交通
- OsakaMetro（中央線・千日前線）：阿波座駅
- 京阪中之島線：中之島駅